# Zygry
Zygry [pronunciación en polaco: /ˈzɨɡrɨ/] es un pueblo en el distrito administrativo de Gmina Zadzim, dentro del Distrito de Poddębice, Voivodato de Łódź, en Polonia central. Se encuentra aproximadamente 8 kilómetros al este de Zadzim, 15 kilómetros al sur de Poddębice, y 36 kilómetros al oeste de la capital regional, Łódź.